# Argentijns honkbalteam

Vlag van Argentinië.

Het Argentijns honkbalteam is het nationale honkbalteam van Argentinië. Het team vertegenwoordigt Argentinië tijdens internationale wedstrijden. 
Het Argentijns honkbalteam hoort bij de Pan-Amerikaanse Honkbal Confederatie (COPABE).

## Kampioenschappen

### Zuid-Amerikaanse Spelen
Argentinië nam eenmaal deel aan de Zuid-Amerikaanse Spelen, in 2010. Ze behaalde de derde plaats.
| Editie    | 2010  |
| Prestatie | Brons |